# عدد النيوترونات

رسم البياني يظهر عمر النصف (_{½}T) لمختلف النظائر حسب عدد البروتونات Z وعدد النيوترونات N.

عدد النيوترونات ، ورمزه {\displaystyle N} ، هو عدد النيوترونات في نويدة.
ويساوي حاصل جمع عدد النيوترونات مع العدد الذري (عدد البروتونات) عدد الكتلة : {\displaystyle Z+N=A} . الفرق بين عدد النيوترونات والعدد الذري يعرف باسم فائض النيوترونات : {\displaystyle D=N-Z=A-2Z} .
يظهر عدد النيوترونات في رمز النويدة في مكان منخفض على يمين رمز العنصر ولكنه نادرا يكتب. من أجل زيادة صراحة وخفض تواتر الاستعمال:
| عنصر               | {\displaystyle \mathrm {C} }                 |
| النظير / نويدة     | {\displaystyle {}^{14}\mathrm {C} }          |
| مع العدد الذري     | {\displaystyle {}_{~6}^{14}\mathrm {C} }     |
| مع عدد النيوترونات | {\displaystyle {}_{~6}^{14}\mathrm {C} _{8}} |

وتسمى النويدات التي لها نفس عدد النيوترونات ولكن عددا بروتونات مختلف باسم متساوي النيوترونات (إيزوتونات). تشكلت هذه الكلمة عن طريق استبدال حرف p في كلمة نظائر والذي يوافق الحرف الأول من كلمة بروتون بحرف n لنيوترون. وتسمى النويدات التي لها نفس عدد الكتلة متساوية الكتل.
يتم تحديد الخصائص الكيميائية في المقام الأول من قبل عدد البروتونات، الذي يحدد أي عنصر كيميائي يوافق النويدة. أما عدد النيوترونات ليس لديه سوى تأثير طفيف.
يهم عدد النيوترونات هو في المقام الأول الخصائص النووية. على سبيل المثال، الأكتينيدات التي لها عدد نيوترونات فردي عادة ما تكون انشطارية، في حين الأكتينيدات التي لهاعدد نيوترونات زوجي لا تكون عادة انشطارية (ولكنهإ انشطارية مع النيوترونات السريعة).
يوجد 57 النويدات فقط مستقرة لديها عدد نيوترونات فردي، مقارنة بـ 200 ذات عدد نيوترونات زوجي. ولا يوجد أي من النظائر الأكثر وفرة بشكل طبيعي لعنصر ما تحمل عدد فردي من النيوترونات، باستثناء النيتروجين-14 والبلاتين-195 والبريليوم-9 وهو النظير الوحيد المستقر للبريليوم.
كما يوجد نويدتين مستقرتين فقط لهما عدد النيوترونات أقل من عدد البروتونات: الهيدروجين-1 و الهليوم-3.